# 戦時措置法
戦時措置法(せんじそちほう、英:War Measures Act)は、カナダの法令で、カナダ政府 (Government of Canada) が、非常事態権限を掌握することを認めるものである。1914年8月に適用が開始し、 1988年に緊急事態法 (Emergencies Act) になった。
戦時措置法は、カナダの歴史の中で、3回発動された。

## 第一次世界大戦
詳細はウクライナ系カナダ人強制収容 (Ukrainian Canadian internment) を参照
ドイツ人数千人と、他の外国人が、1914年から1920年までの戦時措置法の結果、カナダ中にある24の強制収容所に抑留された。
これら敵性外国人は、投獄・監禁だけでなく、数千人は身分証明書と定期的な報告を強制されていた。拘留されたものは、行動の自由、集会の自由、言論の自由が制限され、1917年には公民権剥奪 (disenfranchisement) に至る。
強制収容の実施は、戦後2年近くたった1920年6月まで続いた。
1980年代半ば以来、ウクライナ系カナダ人市民の自由協会(Ukrainian Canadian Civil Liberties Association)は、 カナダ政府が強制収容の実施を公式に認め、80年代当時の価値に換算した抑留者が没収された富に対する損害賠償と、そのお金を多様な記念事業、教育プロジェクトに専門的に使用することを求めた。

## 第二次世界大戦

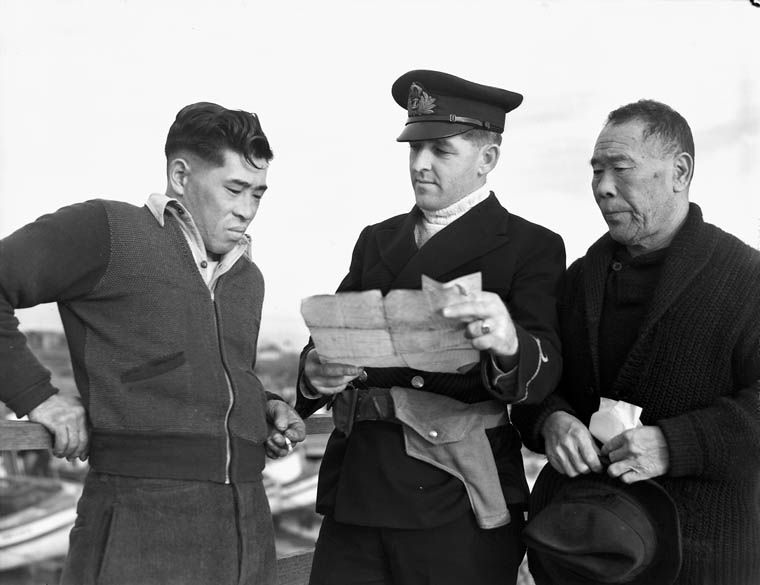
王立カナダ海軍職員が、日系カナダ人漁師の漁船を接収する際に質問している様子。

第二次世界大戦では、カナダでは外国がスパイや工作活動を行うと言う恐怖が広がっていた。1941年大日本帝国によるアメリカ海軍に対する真珠湾攻撃を受けて、カナダで既に広がっていた日系カナダ人に対する人種的偏見が反日思想や行動に結びついた。その結果、カナダ政府は戦時措置法を使用し、日系カナダ人に対しその権利や自由を著しく剥奪する政策を性急に実施した。1942年3月には日系カナダ人強制収容 (Japanese Canadian internment) を実施。戦争が行われていた期間中、日本の先祖を持つすべての人は、子供も含め強制収容所に送られた。

## オクトーバー・クライシス
1970年、ケベック・ナショナリスト (Quebec nationalist) たちとケベック解放戦線(FLQ)のメンバーは、イギリスの外交官ジェームス・クロス (James Cross) と、ケベック州の大臣で、後に殺害されるピエール・ラポルト (Pierre Laporte) を誘拐した。現在オクトーバー・クライシスと呼ばれるこの事件は、カナダ国内で反政府軍事テロリストグループに対する恐怖を呼び起こした。FLQによる社会的な脅威と要求により、モントリオール市長 (Mayor of Montreal) ジャン・ドラポー (Jean Drapeau) と、ケベック州政府の要請にこたえ、ピエール・トルドーの自由党政府は、戦時措置法を発動した。これにより、警察に、逮捕、拘留により大きな権限が与えられ、FLQのメンバーを発見し、活動を止めることが出来た。
その発動にあたり、市民の自由 (civil liberties) に直接的な脅威を与えたとして大きな懸念が生じた。
詳細はオクトーバー・クライシスを参照。